# Монс Бассуаміна
Монс Бассуаміна (фр. Mons Bassouamina, нар. 28 травня 1998, Гонесс) — конголезький та французький футболіст, нападник кіпрського клубу «Пафос» та національної збірної Конго.

## Клубна кар'єра
Народився 28 травня 1998 року в місті Гонесс. Розпочав займатись футболом у невеличких клубах «Ле-Тіє Водерлан» і «Сарсель», а у віці 15 років приєднався до академії «Нансі» У дорослому футболі дебютував 2015 року виступами за резервну команду «Нансі-2», а 2018 року став залучатись до матчів основної команди «Нансі» у Лізі 2, втім основним гравцем не став, тому здавався в оренду у «Булонь». Після повернення до рідного клубу у липні 2019 року отримав серйозну травму з повним розривом підколінного сухожилля, через яку за «Нансі» надалі майже не грав.
Влітку 2021 року став гравцем клубу третього дивізіону «Бастія-Борго», де провів сезон 2021/22, після чого перейшов у «По» з Ліги 2, де Монс провів два роки.
У липні 2024 року Бассуаміна приєднався до «Клермона», відігравши тут наступний сезон, а у липні 2025 року підписав дворічний контракт з кіпрським вищоліговим клубом «Пафос».

## Виступи за збірні
2015 року дебютував у складі юнацької збірної Франції (U-18), загалом на юнацькому рівні взяв участь у 5 іграх.
Через своє конголезьке походження Бассуаміна мав право представляти свою історичну батьківщину і 25 березня 2022 року дебютував в офіційних іграх у складі національної збірної Конго, зігравши у товариському матчі проти Замбії (1:3).
| Дата       | Місто        | Господарі        | Результат | Гості            | Турнір                                  | Голи | Примітки |
| ---------- | ------------ | ---------------- | --------- | ---------------- | --------------------------------------- | ---- | -------- |
| 25-3-2022  | Анталія      | Замбія           | 3 – 1     | Республіка Конго | товариський матч                        | -    | 78'      |
| 23-3-2023  | Браззавіль   | Республіка Конго | 1 – 2     | Південний Судан  | Відбір до Кубка африканських націй 2023 | -    | 61'      |
| 27-3-2023  | Дар-ес-Салам | Південний Судан  | 0 – 1     | Республіка Конго | Відбір до Кубка африканських націй 2023 | -    | 76'      |
| 18-6-2023  | Браззавіль   | Республіка Конго | 0 – 2     | Малі             | Відбір до Кубка африканських націй 2023 | -    | 70'      |
| 17-11-2023 | Ндола        | Замбія           | 4 – 2     | Республіка Конго | товариський матч                        | 1    | 81'      |
| 25-3-2024  | Шамблі       | Габон            | 1 – 1     | Республіка Конго | товариський матч                        | 1    | 88'      |
| 11-6-2024  | Агадір       | Марокко          | 6 – 0     | Республіка Конго | Відбір до ЧС 2026                       | -    | 66'      |
| 5-9-2024   | Браззавіль   | Республіка Конго | 1 – 0     | Південний Судан  | Відбір до Кубка африканських націй 2025 | -    | 87'      |
| 9-9-2024   | Кампала      | Уганда           | 2 – 0     | Республіка Конго | Відбір до Кубка африканських націй 2025 | -    | 59'      |
| 11-10-2024 | Гебеха       | ПАР              | 5 – 0     | Республіка Конго | Відбір до Кубка африканських націй 2025 | -    | 59'      |
| 15-10-2024 | Браззавіль   | Республіка Конго | 1 – 1     | ПАР              | Відбір до Кубка африканських націй 2025 | 1    | 79'      |
| 14-11-2024 | Джуба        | Південний Судан  | 3 – 2     | Республіка Конго | Відбір до Кубка африканських націй 2025 | -    | 57'      |
| 19-11-2024 | Браззавіль   | Республіка Конго | 0 – 1     | Уганда           | Відбір до Кубка африканських націй 2025 | -    | 62'      |
| Усього     |              | Матчів           | 13        |                  | Голів                                   | 3    |          |

## Титули і досягнення
- Найкращий бомбардир Кубка французької ліги: 2018/19 (2 голи, разом з 15 іншими гравцями)